# Výpomocný duchovní
Výpomocný duchovní je v římskokatolické církvi kněz, který nezastává církevní úřad (funkci) a v duchovní správě pouze vypomáhá z titulu kněžského svěcení (např. slouží mše). Výpomocného duchovního nelze zaměňovat s farním vikářem (kaplanem), protože farní vikář má účast na církevním úřadu.

## Odůvodnění absence církevního úřadu
Většinou se jedná o kněze, který přesáhl kanonický věk stanovený právem univerzálním (CIC) nebo partikulárním (daným ordinářem) pro výkon církevního úřadu a byl uvolněn do důchodu.
Avšak důvodů, proč kněz nezastává církevní úřad, může být více: stáří, nemoc, studium nebo naopak pedagogická činnost v rámci některého typu školy (typicky: kněz, vyučující na teologické fakultě), výkon civilního zaměstnání (kterému věnuje většinu času), nastoupený „sabatický rok“, případně jiné důvody.